# بندو (ناي بند)
بندو (بالفارسية: بندو) هي قرية تقع في إيران في قسم ناي بند الريفي. يقدر عدد سكانها بـ 738 نسمة بحسب إحصاء 2016.